# Спор о три поглавља
Спор о три поглавља је једна од етапа црквеног спора који је услиједио послије Халкидонског сабора, а који је био резултат покушаја византијског цара Јустинијана I (527—565) да помири нехалкидоните Сирије (који су припадали Сиријског цркви) и Египта са православнимхалкидонитима. Претходни покушаји цара Зенона (474—475), повезани с објављивањем помирљиве вјероисповиједне формуле Енотикон 482, завршио се неуспјехом.
Заправо „питање” се састојало у приједлогу да се због оптужби за несторијанство анатемишу личност и дјела богослова Теодора Мопсеустијског, нека дјела Тедорита Кирског и једно од писама Ива Едеског. Под „поглављима” (стгрч. κεφάλαια) у овом случају подразумијевају се и писане изјаве у форми анатемазизма, као и сами предмети осуде. Првобитно изражени у форми царског едикта средином четрдесетих година 6. вијека, анатематизам је потом одобрио Други цариградски сабор 553. године. Њихово усвајање изазвало је живу полемику и хришћанске цркве су их углавном примиле са неодобравањем. Пошто су сви осуђени црквени поглавари у вријеме догађаја, с једне стране, већ одавно мртви, а с друге, поштовани у појединим помјесним црквама, задирање у сјећање на њих довело је до бурних догађаја у животу цркве. Противрјечна улога папе римског Вигилија (537—555) у догађајима значајно је поткопала престиж апостолског пријестола.
Разлике између различитих хришћанских цркава, изазване спором о три поглавља, до данас нису превазиђене. Тако је, на примјер, у коминикеу усвојеном након консултација цркава сиријске традиције у јулу 1997, препоручено да преиспитају одлуке Другог цариградског сабора везане за осуду личности и дјела Теодора Мопсеустијског.

## Спор о догматском ауторитету Халкидонског сабора

### Почетак сукоба
Халкидонски симбол вјере усвојен је 451, који потврђује двије природе (стгрч. φύσις) у Христу, божанску и човјечију.  Заговорници ове формуле жељели су да утврде идеју да је Христос у потпуности и Бог и човјек, док су критичари овог симбола то протумачили као нетачну тврдњу да је термин „Христос” постао ознака двије различите природе које су на неки начин повезане. Иако је формулација била заснована на ставовима Кирила Александријског (ум. 444), Халкидонски сабор није прихватио његову теорију да је онај који је страдао на крсту био Бог Син, а не човјек сједињен с Богом. Противници Халкидонског сабора, звани монофизити тврдили су да је сабор слиједио учење Несторија, којег је Ефески сабор 431. осудио због подјеле божанства и човјечанства Христовог на двије различите личности. Они су тврдили да у Христу не постоје двије природе, него једна, схватајући његово човјечанство као скуп неких додатних својстава које прихвата оваплоћени Логос. Поред тога, одбацили су тзв. Томос Флавијану папе римског Лава I (440—461) — његово писмо патријарху цариградском Флавијану (447—449), саслушано је и одобрено на Халкидонском сабору, у којем је разлика између двије природе за неке епископе источног дијела Византије имало несторијански призвук. Штавише, овај сабор је вратио на своје катедре Теодорита Кирског и Ива Едеског, познате противнике Кирила Александријског и присталице Несторија.
Посебно упорно противљење сабору било је на Истоку — у Египту, Палестини, а затим у Сирији. Савремени истраживачи примјећују недостатак ентузијазма у подршци одлукама донетим у Халкидону. Када се цар Лав (457—474) савјетовао са источним епископима 457, наишао је на широку подршку сабору, сачувану у збирци њихових писмених одговора Codex encyclius, која је, међутим, изазвана шоком због убиства халкидонитског папе и патријарха александријског Протерија. Њихова подршка је комбинована са минималистичким тумачењем саборских одлука, као ништа друго до потврђивање Првог васељенског сабора из 325. и одбрана вјере од одређених јереси, а у самој Codex encyclius изјава „двије природе и један ипостас” није пронађена.
У покушају да обнови црквено јединство, патријарх цариградски Акакије (472—489), саставио је, а цар Зенон (474—491), објавио је Енотикон 482. године. Овај документ, заснован на „Дванаест глава” Кирила Александријског, игнорисан је, с једне стране, од Халидонског сабора и, с друге стране, признајући двије природе Исуса Христа, придавао је посебан значај Никејском сабору и прилично нејасно говорио о Халкидонском сабору, као о периоду када су постојале извјесне јереси које је требало осудити. Дефинитивно су анатемисани само Несторије и Евтихије, осуђени Халкидонским сабором. Тиме је значај Четвртог васељенског сабора сведен на успостављање дисциплинских канона, а његов догматски садржај је одбачен. Ако је на Истоку Енотикон, због чињенице да су у њему прихваћена оба аспекта учења Кирила Александријског, оставио повољан утисак и доприњео успостављању мира у цркви, на Западу покушај подривања ауторитета Халкидонског сабора није подржан. Као исход тога, Рим је прекинуо црквено општење са Акакијем и његовим присталицама, што је означило почетак Акакијевог раскола (484—519).
За вријеме владавине цара Анастасија (491—518) Енотикон је остао освова религијске политике царства, која се промијенила тек под царем Јустином (518—527). Енотикон, који није испунио свој задатак уједињења, отказан је 519, а заједница са Римом је обновљена након што је патријарх Јован II потписао Libellus Hormisdae. Међутим, убрзо се, у вези са расправом о теопасхистичкој формули који су покренули скитски монаси, поново поставило питање довољности халкидонског вјероисповиједања у борби са несторијанством.

### Основне црквене фракције
Цјелокупно вријеме крајњу халкидонску позицију, негирајући Енотикон и добијајући да општи с онима који су с њим сагласни, заузимао је Запад, предвођен папством и низом монашких организација, од којих су најзначајније заједнице „неуспаваних” у Цариграду и манастирима Палестине. Иако су патријарси на Истоку били принуђени, као услов за ступање на дужност, да потпишу Енотикон, углавном су се противили миафизитима када су покушали да га искористе против Халкидонског сабора. С друге стране, нехалкидонити су тражили признање Енотикона и дијелили се се на оне који су тражили додатну осуду Халкидонског сабора и оне који то нису захтијевали.
Богословски, халкидонити су били подијељени у двије основне групе. Прва, „строги диофизити”, чији је најистакнутији представник био Теодорит Кирски, у својим христолошким погледима истицали су разлику између Христовог божанства и човјечанства, његовог стварања и нестварања током оваплоћења. Ова група је Халкидонски сабор тумачила у смислу ставова Антиохијске школе. Друга група, неохалкидонита, допуштала је могућност исправљања терминологије Кирила Александријског, сматрајући то не одбацивањем његовог учења, него начином да се постигне споразуме између њега, папе Лава и Халкидона.
Сваки патријарх је развио свој лични став према овом сукобу. У Александријској патријаршији, под патријархом Петром Монжом (482—489) и његовим насљедницима, Енотикон и Халкидонски сабор су били признати у односима са другим патријаршијама, док су унутар Египта и сабор и папа Лав били анатемисани. Међутим, патријарх Јован Никије (505—516), у свом говору поводом његовог избора, тумачио је Енотикон у смислу одобравања монофизитства и осуде сабора. Овом двојству у Египту се опирао ватрени халкидонит патријарх цариградски Јевтимије (490—496), све док га није свргнуо Анастасије. Његов насљедник Македоније II (496—511) заузео је умјерени халкидонитски став, признавајући Енотикон, али ускраћујући причешће онима који су се држали крајњих антихалкидонских тумачења. У Антиохији се патријарх Паладије (490—498), у свом халкидонизму, уздржавао од крајности Евтимија, али је под његовим насљедником Флавијаном (498—512) прекинуо општење са Александријом. У Јерусалиму је патријарх Мартирије (478—486) за вријеме владавине Зенона издао свој документ, сличан Енотикону, у коме је покушао да помири противнике и присталице Халкдионског сабора, али је под патријархом Илијом (494—516) заузео строго халкидонитски став. Иако га је Анастасије свргнуо, његов насљедник Јован (516—524) био је такође халкидонит.

## Постављање питања отри поглавља

### Теодор Мопсуестијски
Епископ мосуестијски Теодор (ум. 428) био је представника Антиохијске богословске школе. У његовој личности рационалистичко и историјско-граматичко учење смјера школе доведено је до крајњих граница. Плашећи се израза „оваплоћење Бога”, он је умјесто тога употријебио ријеч „усељење” (стгрч. ἐνοίκμσις) Логоса у личност и, тако, једног Христа подијелио на двоје — човјека и Логоса који га је настанио. Христос се, према Теодоровом учењу, није разликовао од обичног човјека, осим можда у вишку благодати; као обичног човјека одликовали су страст и морални преокрети. Логос га је страдањем учинио савршеним, а постепеним усавршавањем Христос је постао непорочан. Тек послије овог дошло је до усиновљења Христа Богу Оцу по благодати. Теодор је сматрао да Богородица Марија није родила Бога и избјегавао је да је назове Богородицом. Његови ставови о старозавјетним пророчанствима о Христу и саставу Старог завјета, такође су били далеко од православних. Међутим, за живота нити је осуђен нити изопштен, а његова учења су била изузетно популарна на истоку царства.
Послије осуде Несторија на Ефеском сабору 431. и указа цара Теодосија II (408—450) да се његове књиге „траже и јавно спаљују”, сљедбеници јересијарха почели су преводити његова дјела на сиријски, јерменски и персијски, што се лако може протумачити у несторијанском смислу. Да би показали да Несторије није унио ништа ново у учење цркве, његови сљедбеници су често користили дјела Диодора Тарсијског и његовог ученика Теодора Мопсеустијског. Епископ едески Рабула (412—436) који је сазнао за то 435, анатемисао је и Теодора и оне који су читали његове списе и нису их донијели на спаљивање. Своје откриће о Теодору, Рабула је такође саопштио архиепископу александријском Кирилу и, заједно са епископом мелитинским Акакијем, написао писмо јерменским епископима. Они су окупили сабор, који је одлучио да се обрати архиепископу цариградском Проклу (434—446), који је требао да пресуди чије учење треба да слиједе — Теодора или Рабуле и Акакија.
Прокл је, не именујући Теодора по имену, осудио неке одломке из његових списа, у којима је видио „јудејску злобу”. Прије него што је послао свој одговор Јерменима, прво је послао у Александрију и Антиохију. Кирил је Јерменима потписао књигу Прокла, али је патријарх антиохијски Јован (429—441) одбио да осуди покајника, према коме за живота није било никаквих догматских претензија. Истичући да појединачне изјаве изазване Теодоровом борбом са јересима не значе да је мислио управо онако како његови противници на основу ових израза желе да мисле, они су категорички одбили да осуде Теодора.
Настављајући да инсистира на осуди Теодора, Кирил је написао три књиге против њега и Диодора Тарсијског. У овим дјелима, као и у бројном писмима, развио је идеју по којој је Теодор поучавао на исти начин као и Несторије, а његово учење је још опасније. Постепено, реторика против Теодоровог учења постала је све оштрија и почели су да се чују захтјеви, укључујући и на двору, да се осуди не само његово учење, већ и он лично. Када се то прочуло на Истоку, показало се да Теодор тамо и даље ужива неупитан ауторитет. У исто вријеме, јерменски монаси су почели да нападају правовјерне изјаве Теодора. Плашећи се немира изазваних овом приликом, архиепископ александријски Кирил је написао умјеренију поруку Проклу о Теодору, уз напомену да је Теодор, упркос претходним грешкама, преминуо у миру и слози са православном црквом и да није могао бити анатемисан. Усљед тога је Теодосије издао указ о забрани осуђивања мртвих у миру с црквом.
Указ је постигао свој циљ и дуго скоро нико, осим присталица монофизитског јересијарха Евтихија, није захтијевао осуду Теодора и Диодора. На Халкидонском сабору 451. ово питање практично није разматрано. Без осуде, на 10. сесији сабора, прочитано је писмо Иве Едеског, у коме је Рабула назван тиранином, који прогони чак и мртве. За вријеме цара Анастасија, патријарх антиохијски Флавијан, којег је епископ јерапољски Филоксен оптужио за несторијанство, почео је с анатемисањем Несторија. Међутим, Филоксенту је то било недовољно, па је захтијевао анатемисање Теодора, Теодорита Кирског и низа других. У овим захтјевима су му се придружиле присталице Диоскора Александријског и Евтихија. Анастасије је 499. сазвао сабор у Цариграду, на коме је позвао Флавијана да испуни ове захтјеве. Након дугог оклијевања, 508. или 509. Флавијан и патријарх јерусалимски Илија су се потчинили.
Крајем тридесетих 6. вијека, папа римски Вигилије, тражећи римски пријесто, обећао је царици Теодори, познатој по својим симпатијама према монофизитима, осуду Теодора Мопсуестијског. Он је то учинио нешто касније у писму цариградском, александријском и антиохијском патријарху, тражећи да ово писмо чувају у тајности.

### Ива Едески
Ива (436—449, ум. 457), који је смијенио 436. Рабулу на мјесту епископа едеског, припадао је присталицама Теодора Мопсуетијског. Одмах након његовог ступања на катедру, почеле су притужбе на његову приврженост несторијанству и на чињеницу да је Теодорова дјела преводио на сиријски језик. Жалбе архиепископа цариградског Прокла митрпополиту антиохијском Јовану нису донијеле никакав резултат. Сљедећи напад на Иву извршио је Јованов насљедник, Домне II (442—449). Четири тужиоца који су оптуживали Иву за похлепу око 447. изопштени су из цркве. Затим су се обратили Домну, али је митрополит антиохијски почео да одуговлачи са рјешењем питања, задржавајући жалиоце у Антиохији. Двојица су ипак успјела да оду у Цариград. Тамо су се сложили са епископом имеријским Уранијем, пријатељом свргнутог Евтихија, и поднијели жалбу Цариградском сабору, допунивши претходне оптужбе неправославним.
Проклов насљедник Флавијан (447—449) именовао је комисију за истраживање, коју су чинили Ураније, Фотије Тирски и Евстафије Беритски. Након тражења одговарајућих мјеста, поступак је почео 449. у Тиру. Изнијети су искази очевидаца о неприкладним говорима епископа едеског, у којима је рекао да „не зависи Христу”, а архиепископа александријског Кирила је назвао јеретиком, у доказ за шта је прочитано писмо Персијанцу Марију. Ива је све порицао, а након што је усмено и писмено осудио Несторија, случај је затворен. Незадовољни овим исходом, неки од тужитеља отишли су у Цариград, док су други почели да дижу народ у Едеси против Иве. Поступајући на овај начин, априла 449. могли су да започну нови процес у Едеси, у којем је Ива оптужен за нове изјаве и поново прочитано његово писмо Марију. Суђење је протекло уз огорчење масе која је тражила да се осуди Ива, а његове присталице и судије које су га ослободиле су прогнане. Оптужбе су пријављене Теодосију, а он је у упутствима Другом ефеском сабору (август 449) предложио је да Ива лиши катедре. Сабор под руководством патријарха александријског Дискора, размотрио је оптужбе на другом засједању 22. августа 449, прогласио Иву кривим, смијенио га и изопштио.
Сматрајући такво суђене неправедним, Ива се обратио са жалом цару Маркијану (450—457), који је случај прослиједио Халкидонском сабору. Сабор, узимајући у обзир да је случај Иве разматран у његовом одсуству, а због неслагања о ваљаности, признао је Иву достојанство епископског звања, пошто је анатемисао Несторија и Евтихија.
Сљедећи пут су покушали да осуде Иву тек крајем 5. вијека под царем Анастасијем (491—518) — поменути Филоксен Јерусалимски покушао је, на основу разматрања Ивиног случаја, да доведе у питање ауторитет Халкидонског сабора. Тада је Анастасије захтијевао осуду Иве од Цариградског сабора који је сазвао 499. године. На састанцима халкидонита са севирјанима које је орагнизовао Јустинија 533, поново се поставља питање да ли је Халкидонски сабор признао Иву и Теодорита за правовјерне. Севирјани су замерили цркви што се њихова имена читајући међу православним епископима. Добили су задовољавајућа објашњења и тиме је питање завршено. У овом случају, показало се важним што је писмо Иве Марију садржало и дефиницију вјере, која је постала основа за помирење између Кирила и источних цркава, утврђујући јединство Бога у двије природе.

### Теодорит Кирски
Попут Ива Едеског, епископ кирски Теодорит (ум. не прије 460) био је прогањан за свог живота. Као пријатељ Несторија, бранио га је на Ефеском сабору 431. године. Бранећи Несторија, кога је назвао „преподобним и светим епископом”, Теодорит је напао свог главног противника Кирила Александријског. Када је почео спор око Теодора Мопсеустијског, Теодорит је стао на његову страну и писао одговоре на Кирилове полемичне списе, а такође је позитивно говорио о њему у својој „Црквеној историји”. Такође, Теодоритови списи су садржали изразе који би се могли тумачити у несторијанском смислу.
Када је Теодосија сазнао за несугласице између Теодорита и Кирила, издао је указ којим га је лишио катедре, али је Теодорит успио да се помири и указ није ступио на снагу. Крајем 447. или почетком 448, цар је наредио епископу кирском да не напушта своју епархију, с обзиром на његову склоност да се мијеша у туђе ствари и уговара превише сабора. Убрзо је издат декрет, којим је наређено уништавање дјела „која нису у складу са православном вјером, коју је изнио свети сабор светих отаца у Никеји и Ефесу и блаженопосвећени Кирил, бивши епископ великог града Александрије”. Иако се име Теодорита није помињало, његови списи би се лако могли подвести под ову дефиницију. Када је сазван Други ефески сабор 449, цар је наредио Теодориту да сабору присуствује само уколико буде позван. На истом засједању сабора, који је случај Ива Едеског, чуле су се жалбе на Теодорита, због чега је Диодор одлучио да свргне и изопшти епископа кирског. Ову одлуку су потврдили окупљени епископи, а потом одбио цар, али је Теодосије убрзо преминуо. Теодорит се обратио папи захтјевајући да његов случај размотри сабор. Под Маркијаном, Теодорит је пуштен под условом да коначну одлуку донесе Халкдионски сабор.
Изазвавши случајно изненађење, појавио се на Халкидонском сабору организованом углавном захваљујући његовој иницијативи након смрти његовог рођака и пријатеља Несторија, иако је смрт Несторија пред сабор, као и смрт Арија у сличној ситуацији, виђена као Божија воља да не допусти коначно помирење Несторија са православном црквом, упркос осуди његовог противник Евтихија. Након што је Теодорит, на захтјев многих учесник Халкидонског сабора, невољно анатемисао Несторија и његове ставове, добио је назад своју катедру. Питање Теодоритових списа није разматрано. Отприлике у исто вријеме, Марије Меркатор је указао на несторијански карактер неких Теодоритових списа. Тада се поново присјећају Теодорита, као и у случају Теодора и Иве, под Анастасијем 499. и на почетку владавине Јустинијана 533. године.

### Историјски и догматски аспекти проблема
Узимајући у обзир разлога за различите тачке гледишта на проблем три поглавља цара Јустинијана и његових противника, руски историчар цркве Василије Болотов примјећује разлику у приступима страна у сукобу. Једно гледиште које је дијелио цар било је да је неопходно тачно утврдити догматску истину и осудити одступања од ње. Други приступ, који је дијели већина црквених јерарха, који је Болотов назвао „историјски”, подразумијевао је, прије свега, узимање у обзир богословских реалности 4. вијека, које су се знатно разликовале од реалности 6. вијека са својим развијенијим појмовним апаратом и пртљагом унутарцрквених полемика. Западни епископи, прије свега афрички, нису очекивали да ће царева иницијатива донијети ишта добро православној цркви и одбили су да подршке осуду Теодора, Теодорита и Иву.
Из тачке гледишта 6. вијека, полазиште Теодоровог учења је већ било нетачно, будући да он није могао да прихвати, на примјер, став да је јединство ипостаси у Христу суштинско, јер је дозволио такво јединство само међу једносушним природама. Да не би увео ограничења божанској свеприсутној природи, дошао је до аналогије јединства „по благој бољи”, иако је то онемогућило да се објасни зашто у пророцима Бог обитава као тројство, а у Христу, напротив, постоји јединство између човјечанства и једне од личности Тројице. У 6. вијеку овакви ставови су сматрали неоспорно несторијанским. Анализа осталих његових изјава омогућила је да се открије његово учење о два Сина, а супротност у мишљењима са Кирилом Александријким била је додатно отежавајућа околност. Признајући Теодорово учење као несторијанско, било је неизбјежно признати га као несторијанца. С тим у вези, постављало се питање под којим околностима је умро — у заједници са црквом или не — и како су се према односили Оци Цркве. Разјашњавање ових околности и њихово поређење са одговарајућим аналогијама није био лак задатак и довео је до различитих резултата.
Друго питање је било о Теодориту Критском, за кога се знало да се одрекао својих заблуда и предао их анатеми на Халкидонском сабору. У његовој осуди било је потребно или доказати фингирану природи његових одрицања, или довести у питање ауторитет овог васељенског сабора. С друге стране, Теодоритова подршка Несторију била је, са становништва читаоца из 6. вијека, јасан показатељ несторијанства.
Посебно изазован задатак био је оцјена посланице Иве Едеског Марији. Прочитана је на Халкидонском сабору и није наишла на примједбе. Истовремено, није било сумње у правовјерје самог Иве, будуће да је анатемисао Несторија, што је поставило питање могућег фалсификовање посланице. Посланицом су подједнако осуђене ставови Кирила и Несторија као опасне крајности, али је поздравило споразум постигнут 433. између Кирила и Јована Антиохијског. Са Јустинијанове тачке гледишта, у овом случају су пресудне околности биле осуда Кирила у ауторовим писмима и присуство исказа који су били несторијански са становишта богослова 6. вијека.
Чињеница да су источни богослови заузели „догматски” став у спору, према Болотву, посљедица је Јустинијановог притиска, немогућност добијања поузданих података о чињеничкој страни питања и општа склоност Грка да сва питања разматрају управо са ове тачке гледишта. „Историјски” приступ западних епископа био је у великој мјери одређен практичним разматрањима, према којима ни под каквим околностима не би требало доводити у питање ауторитет Халкидонског сабора.